# فريتز ليبر (ممثل)
فريتز ليبر (بالإنجليزية: Fritz Leiber Senior)‏ هو ممثل أمريكي، ولد في 31 يناير 1882 بشيكاغو في الولايات المتحدة، وتوفي في 14 أكتوبر 1949 بلوس أنجلوس في الولايات المتحدة بسبب نوبة قلبية.

## أعمال

### أفلام
- (1917) كليوباترا
- (1921) ملكة سبأ
- (1935) قصة مدينتين
- (1936) أنتوني السيء
- (1936) قصة لويس باستور
- (1940) كل هذا والجنة أيضا
- (1943) أنشودة بيرناديت
- (1943) شبح الأوبرا
- (1945) شارع سكارليت
- (1947) السيد فيردو[4][5]
- (1950) بغداد
- (1950) شمشون ودليلة

## وصلات خارجية
- فريتز ليبر على موقع IMDb (الإنجليزية)
- فريتز ليبر على موقع ألو سيني (الفرنسية)
- فريتز ليبر على موقع أول موفي (الإنجليزية)
- فريتز ليبر على موقع قاعدة بيانات برودواي على الإنترنت (الإنجليزية)
- فريتز ليبر على موقع قاعدة بيانات الأفلام السويدية (السويدية)
- فريتز ليبر على موقع إن إن دي بي (الإنجليزية)
- فريتز ليبر على موقع قاعدة بيانات الفيلم (الإنجليزية)
- فريتز ليبر على موقع كينوبويسك (الروسية)